# Sandro Bono
Sandro Bono (Borgoseria, 8 november 1956) is een Italiaans voormalig veldrijder. Hij reed voor onder meer Lampre. In 1989 en 1990 behaalde Bono de derde plek tijdens het Italiaanse kampioenschap veldrijden, gevolgd door opnieuw een bronzen medaille in het daaropvolgende jaar. Ondanks deze podiumplaatsen wist hij nooit een professionele wedstrijd op zijn naam te schrijven.